# Shinjō (Klan)

Wappen der Shinjō

Die Shinjō (japanisch 新庄氏, Shinjō-shi) waren eine Familie des japanischen Schwertadels (Buke), die sich von Fujiwara no Uona (藤原 魚名; 721–783) ableitete.

## Genealogie
- Naoyori (直頼; 1538–1613) diente Toyotomi Hideyoshi, der ihn mit der Aufsicht über die Burg Yamasaki[A 1] betraute und ihm die Titel Suruga no kami gab. In der Schlacht von Sekigahara im Jahr 1600 kämpfte er gegen Tokugawa Ieyasu. Dieser verbannte ihn nach Aizu, begnadigte ihn aber bald darauf und gab ihm 1604 das Han Asō (麻生藩) mit einem Einkommen von 30.300 Koku. In Asō[A 2] baute Naoyori auf der Ostseite des Kasumigaura-Sees auf einer hineinragenden Landzunge ein Festes Haus (jin’ya), in dem er und seine Nachkommen bis zur Meiji-Restauration residierten.
- Naosada (直定; 1562–1618) war Naoyoris Sohn und Nachfolger auf das nun auf 27.300 Koku reduzierte Lehen, da sein jüngerer Bruder Naofusa (直房) ebenfalls 3000 Koku Land erhielt. Er nahm mit seinem Sohn Naoyoshi (直好; 1599–1662) am Winter- und Sommerfeldzug der Belagerung von Ōsaka teil.[2]
- Naotoki (直時; 1626–1677), Sohn Naofusas, wurde von Naoyoshi als Nachfolger adoptiert, da dessen Sohn Naonori (直矩; 1660–1676) noch minderjährig war. Auf Befehl des Shogunats musste er 7000 Koku an Naonori abgeben. Nachdem Naonori 1674 volljährig wurde, bestand das Shogunat darauf das Naonori sein Geburtsrecht und damit das Lehen erhielt, wobei Naotoki 7000 Koku Land als Abfindung gegeben wurden. Naonori starb jedoch bereits zwei Jahre später und das Lehen erlosch damit kurz. Allerdings erlaubte das Shogunat Naotoki mit seinen 7000 Koku und weiteren 3000 Koku aus einer Erbschaft, Asō mit nun 10.000 Koku wieder neu einzurichten.[3] Naotokis Linie bildete damit die Hauptlinie der Familie, die nach 1868 den Titel Vizegraf führte.